# Pelham (Nou Hampshire)
Pelham és una població dels Estats Units a l'estat de Nou Hampshire. Segons el cens del 2000 tenia 10.914 habitants.

## Demografia
Segons el cens del 2000, Pelham tenia 10.914 habitants, 3.606 habitatges, i 2.982 famílies. La densitat de població era de 159,4 habitants per km².
Dels 3.606 habitatges en un 43,6% hi vivien nens de menys de 18 anys, en un 71,8% hi vivien parelles casades, en un 7,5% dones solteres, i en un 17,3% no eren unitats familiars. En el 12,9% dels habitatges hi vivien persones soles el 5,7% de les quals corresponia a persones de 65 anys o més que vivien soles. El nombre mitjà de persones vivint en cada habitatge era de 3,03 i el nombre mitjà de persones que vivien en cada família era de 3,33.
Per edats la població es repartia de la següent manera: un 28,9% tenia menys de 18 anys, un 6,1% entre 18 i 24, un 34% entre 25 i 44, un 23,2% de 45 a 60 i un 7,8% 65 anys o més.
L'edat mediana era de 36 anys. Per cada 100 dones de 18 o més anys hi havia 99,3 homes.
La renda mediana per habitatge era de 68.608$ i la renda mediana per família de 73.365$. Els homes tenien una renda mediana de 47.685$ mentre que les dones 33.375$. La renda per capita de la població era de 25.158$. Entorn de l'1,6% de les famílies i el 3% de la població estaven per davall del llindar de pobresa.